# Еджстоун
Еджстоун — невелике селище на острові Вайт, Південно-Східна Англія, Англія. Розташоване за 10 км від Брейдінга, міста на сході острова.
В селі є виноградник площею 40 000 метрів, й кемпінг.  Найближчим громадським транспортом є автобус № 3, що проходить по головній дорозі через сусідній Брейдінг.